# Minuisis granti
Minuisis granti är en korallart som beskrevs av Philip Alderslade 1998. Minuisis granti ingår i släktet Minuisis och familjen Isididae. Inga underarter finns listade i Catalogue of Life.